# ピエール・ゲピエール
ピエール・ルイ・フィリップ・ド・ラ・ゲピエール（Pierre Louis Philippe de La Guêpière, 1715年頃 - 1773年10月30日）はフランスの建築家。ビガージュとともに、ルイ16世様式の趣味と規準をドイツに紹介した。
1750年には『建築計画案集 Recueil de projects d architecture』を刊行し、同年シュトゥットガルトに招碑され、そこで1752年にレオポルド・レッティを継いで建設局長（Directeur des bâtiments）となり、レッティによる新宮殿（破壊される）の室内をデザインした。
彼の傑作はシュトゥットガルト郊外にある小規模で優美なラ・ソリテユード（1763年－1770年にかけて）とルートヴィヒスブルク近郊のモンレポ（1760年）である。後者の建物の室内は1804年ごろアンピール様式に変更された。1768年にフランスに戻ったが、そこでは注目に催するようなものはなにも建てていない。モンベリアールの市庁舎のための彼のデザインは、彼の死後かなりの変更が加えられた上で実施された。
そのほか、1762年に『建築エスキス集　Recueil d'esquisses d'architecture』を出版した。